# Hein Mijnssen
Frans Hendrik Jacobus (Hein) Mijnssen (Amsterdam, 28 juli 1933) is een Nederlands jurist gespecialiseerd in het privaatrecht.
Mijnssen werd geboren als zoon van de Amsterdamse assuradeur Frans Christiaan Mijnssen, telg uit het geslacht Mijnssen, en Bernardine s'Jacob; zijn grootvader van vaderskant was de toneelschrijver Frans Mijnssen, zijn oom van moederskant de raadsheer in de Hoge Raad Everhard Korthals Altes (1898-1981), en zijn neef de minister Frits Korthals Altes. Hij studeerde rechten aan de Universiteit van Amsterdam van 1954 tot 1962, waar hij aansluitend twee jaar wetenschappelijk assistent was. In 1964 werd hij advocaat te Amsterdam; vanaf 1969 doceerde daarnaast in deeltijd burgerlijk recht en handelsrecht aan de economische faculteit van de Rijksuniversiteit Groningen. In 1974 werd hij benoemd tot rechter bij de Rechtbank Amsterdam; in 1976 tot hoogleraar privaatrecht aan de Vrije Universiteit Amsterdam (hij bleef rechter-plaatsvervanger bij de rechtbank). Hij was ook raadsheer-plaatsvervanger bij het Gerechtshof Den Haag. 
Op 9 april 1986 werd Mijnssen door de Hoge Raad bovenaan de aanbeveling voor benoeming tot raadsheer geplaatst, ter vervulling van een vacature die was ontstaan door het pensioen van vicepresident Herman Vroom en de benoeming van Sjoerd Royer tot vicepresident. Mijnssen stond overigens reeds in 1978 op de aanbeveling. De Tweede Kamer nam de aanbeveling ongewijzigd over op haar voordracht en de benoeming volgde op 15 juli 1986. Op 23 februari 1998 werd Mijnssen benoemd tot vicepresident van de Hoge Raad en voorzitter van de belastingkamer, na het pensioen van Ch.Th. Hermans. Per 1 januari 2002 werd hem op verzoek ontslag verleend.
Mijnssen is de auteur van verscheidene boeken over het burgerlijk recht en burgerlijk procesrecht, waaronder De rekening-courantverhouding, Materieel beslagrecht en Verbintenissen tot betaling van een geldsom. Hij bewerkte ook het deel Zakenrecht uit de Asser-serie.